# Русаковская улица
Русако́вская у́лица — улица на северо-востоке Москвы от Краснопрудной улицы до улицы Стромынка, расположена в Красносельском районе и районе Сокольники.

## Происхождение названия
Названа в 1921 году в честь Ивана Васильевича Русакова (1877—1921) — врача, революционного деятеля, погибшего при подавлении антибольшевистского Кронштадтского мятежа. Первоначальное название — Сокольническое шоссе — было дано в конце XIX века при прокладке шоссе по территории бывшего Сокольнического поля.

## Описание
Русаковская улица входит в состав магистрали Краснопрудная улица — Русаковская улица — улица Стромынка — Б. Черкизовская улица — Щёлковское шоссе; является продолжением Краснопрудной улицы за Третьим транспортным кольцом, проходящим здесь по Русаковской эстакаде (далее — улица Гаврикова). Русаковская проходит на северо-восток, пересекает Митьковскую соединительную ветвь (Русаковский путепровод), улицу Жебрунова (справа при движении из центра), Маленковскую улицу и улицу Сокольническую Слободку (слева при движении из центра), улицу Гастелло (справа), затем оставляет слева Сокольническую площадь, где находится наземный вестибюль станции «Сокольники» одноимённой линии Московского метрополитена им. В. И. Ленина. Вскоре после этого, на перекрёстке с улицей Барболина и 2-м Полевым переулком, Русаковская улица переходит в улицу Стромынка.

## Примечательные здания и сооружения
Улицу пересекает Русаковский мост, по которому проходит Митьковская соединительная линия. Мост разделяет Красносельский район и район Сокольники.

### По нечётной стороне
- № 3 — жилой дом, на первом этаже детская поликлиника № 5 ЦАО.
- № 7, корп. 1—3 — комплекс жилых домов для рабочих (1925—1930, архитектор Б. М. Иофан)[1]. Так называемые, «итальянские» дома с лоджиями и арками. В базе данных правозащитного общества «Мемориал» есть имена 8-ми жильцов этого дома, расстрелянных в годы террора[2]. Число погибших в лагерях ГУЛАГа не установлено.
- № 7—9, стр. 3 — детский сад № 1042 (логопедический).
- № 13,  памятник архитектуры (утраченный) — по этому адресу находился Конторский корпус пивоваренного завода Калинкина (1892—1902, архитектор А. Е. Вебер). Здание, являвшееся выявленным объектом культурного наследия, было незаконно снесено в 2008 году ООО «Строительная компания „Бородино-Строй“»[3].
- № 19 — производство ОАО «Мосхимфармпрепараты» им. Н. А. Семашко (бывший Московский салициловый завод).
  - № 19, стр. 3,  памятник архитектуры (вновь выявленный объект)[4] — дом экспедиции Калинкинского мёдо-пивоваренного товарищества. Деревянное здание с резьбой на каменном основании, 1885—1891 гг. В нем находилась экспедиция медо-пивоваренного завода купца Калинкина (по другим данным, принадлежал Сокольническому пивоваренному заводу Торгового дома «Ванано, Рихтера и К»). Дом украшен редкой для Москвы «сергиево-посадской» резьбой, которая покрывает не только наличники окон второго этажа, но и простенки между ними[5]. В советские годы здание служило складом. Реставрация не проводилась. Сегодня не эксплуатируется и ветшает, хотя и принадлежит ОАО «Мосхимфармпрепараты им. Семашко»[5]. При подготовке проекта реконструкции железнодорожного моста через Русаковскую улицу было проведено обследование здания, выявившее аварийное состояние основных несущих конструкций и обширное грибковое поражение[6].

- № 23 — здание, где с 1971 располагался детский кинотеатр «Орлёнок». Кинотеатр в этом здании был ещё до революции. До «Орлёнка» он назывался — «Молот», «Олимп»[7]. Сейчас в этом здании находится ресторан азербайджанской кухни «Бакинский Бульвар».
- № 23 А — детская музыкальная школа им. П. И. Юргенсона. Раньше в этом же здании была ВШОМО (вечерняя школа общего музыкального образования)  № 13, одна из самых старых в Москве.
- № 31 — жилой комплекс «Дом в Сокольниках» (архитекторы А. Ю. Трофимов, О. К. Сушкова)[8], построен в 2004-2008 годах[9].  Category:Moscow Rusakovskaya Street 31

### По чётной стороне
- № 2/1, стр. 1 и 2, № 4, 6, 8 — жилой комплекс «Русаковский» (1920-е, архитекторы Б.Я.Улинич, М.И. Мотылёв)[1].
- № 2/1, стр. 1 и 2 — два дома-близнеца под номером 2/1. Первые три этажа были построены в 1925 году в рамках программы муниципального жилищного строительства для РЖСКТ «Красный северянин». Декор фасадов — вертикальные членения и пунктирный круг, напоминающий о городских часах, — пример стиля ар-деко. В 1930 году оба дома были реконструированы и надстроены по проекту архитектора Крестина, но первоначальный декор был сохранен. В одном из этих домов-близнецов жил Зиновий Паперный. Здесь были написаны книги о Маяковском («О мастерстве» и «Поэтический образ»), о Чехове («Очерк творчества», «Записные книжки», «Чайка»), о М. Светлове, «О художественном образе», «Самое трудное», «17 1/2 фельетонов». Сюда много лет приходили Лиля Брик, Василий Катанян, Ираклий Андроников, Леонид Зорин, Владимир Этуш, Борис Слуцкий, Наум Коржавин, Борис Заходер, Анатолий Эфрос, Сергей и Татьяна Никитины, Майя Туровская, Эмиль Кардин, Наталья Крымова, Анна Берзер, Александр Асаркан, Инна Соловьева, Станислав Долецкий[10]. Жильцы из этих домов были выселены в 2003 году.
- № 4  — жилой кирпичный дом; образует единое жилое пространство с соседними домами № 6 и 8. В базе данных правозащитного общества «Мемориал» есть имена 9-ти жильцов этого дома, расстрелянных в годы террора[2].
- № 6 — жилой дом (ныне выселен) построен в 1926 году, также как и дома 4 и 8, по проекту Михаила Мотылёва. В доме до 1956 года жили работники наркоматов, преимущественно Наркомата путей сообщения (НКПС), научные сотрудники, творческая интеллигенция. В квартире №43 жила актриса МХАТа им. М. Горького и профессор актёрского мастерства ГИТИСа Варвара Вронская. Квартиру №50 занимало семейство Солодухо – Файнберг. Яков Гедалич Солодухо известный дрессировщик[11], автор множества научных статей про животных. Эсфирь Файнберг доктор исторических наук, востоковед, сотрудник института востоковедения АН СССР внесла значительный вклад в советскую японистику. Профессор Лев Ефимович Левинсон, доктор технических наук, автор монографий и учебников, которые неоднократно переиздавались не только в СССР. Английский перевод его «Основ технической механики» хранится в университетских библиотеках всего мира.
- № 8 — жилой дом. Здесь жили разведчик Ян Черняк[12], фотокорреспондент Георгий Зельма[13] и кинооператор Тимур Зельма. В базе данных правозащитного общества «Мемориал» есть имена шести жильцов этого дома, расстрелянных в годы террора[2].
- № 8, стр. 3 — отдел по борьбе с правонарушениями в области охраны окружающей природной среды УВД ЦАО; библиотека № 106 ЦАО.
- № 10 — школьное здание (1929, архитектор А. Н. Фёдоров)[14]. Одна из первых построенных после революции школ, с собственным куполом обсерватории. Ныне — один из корпусов школы № 315.
- № 10с6 — школьное здание (1935, архитектор Д. Ф. Фридман)[1]. Ныне — один из корпусов школы № 315.
- № 18/20 — Федерация альпинизма и скалолазания г. Москвы; альпинистский и скалолазный клуб «Странник»; детский сад № 1337 (логопедический).
- № 18/20, стр. 1 — Сберегательный банк РФ (АКСБ РФ) Стромынское отд. № 5281/0170.
- № 22 — 14-этажный жилой дом с магазинами на первом этаже (1970-е; архитекторы В. А. Нестеров, А. М. Половников, А. Андреев, А. Б. Самсонов, А. Б. Бергельсон, инженер Ю. Д. Сильвестров)[15]
- № 24 — гостиница «Холидэй инн Москва Сокольники». Строительство началось в 1988 году, в 1990-х здание было долгостроем, и открыто в 2006 году[16].

 Category:Holiday Inn Moscow Sokolniki
- № 26 — Сокольнический полицейский дом (1884, архитектор М.К. Геппенер). Здание занимает Управление по Восточному административному округу Главного управления министерства РФ по делам гражданской обороны, чрезвычайным ситуациям и ликвидации последствий стихийных бедствий по г. Москве. Здесь же расположена 12-я пожарная часть. Над зданием возвышается пожарная каланча - старейшая в Москве (построена в 1863 г.)[17].
- № 26А, стр. 1 — ресторан «Вкусно и точка» (бывш. «Макдоналдс»).
- № 28 — Московское окружное управление геодезии и картографии; Единый информационно-расчетный центр, район Сокольники.